# Psychosocial
Psychosocial er en sang fra det alternative metalband Slipknot på albummet All Hope Is Gone.